# Finska mästerskapet i bandy 1934
Finska mästerskapet i bandy 1934 avgjordes genom en enda serie. IFK Helsingfors vann mästerskapet.

## Mästerskapsserien

### Slutställning
| Lag                 | Spelade | Vinster | Oavgjorda | Förluster | Målskillnad | Poäng |
| ------------------- | ------- | ------- | --------- | --------- | ----------- | ----- |
| IFK Helsingfors     | 5       | 3       | 1         | 1         | 15-11       | 7     |
| Viipurin Palloseura | 5       | 3       | 1         | 1         | 15-7        | 7     |
| Viipurin Sudet      | 5       | 3       | 0         | 2         | 21-12       | 6     |
| Porvoon Akilles     | 5       | 2       | 1         | 2         | 14-13       | 5     |
| HJK                 | 5       | 1       | 1         | 3         | 4-13        | 3     |
| Kronohagens IF      | 5       | 1       | 0         | 4         | 8-21        | 2     |

Omspel: Helsingfors IFK - Viipurin Palloseura 3-2 . 

## B-mästerskapet
Jukolan Pojat vann B-mästerskapet, och ersatte Kronohagens IF i serien. Jukolan Pojat slog Warkauden Urheilijat med 4-1.

## AIF-final
| Lag 1           | Resultat | Lag 2           |
| --------------- | -------- | --------------- |
| Varkauden Tarmo | 1-1      | Töölön Vesa     |
| Töölön Vesa     | 5-4      | Varkauden Tarmo |

### Fotnoter
1. ↑  HIFK historia Arkiverad 29 januari 2012 hämtat från the Wayback Machine.
2. ↑  ”Arkiverade kopian”. Arkiverad från originalet den 24 maj 2012. https://archive.is/20120524180336/http://www.varkaudenurheiluseurat.fi/warkauden_urheilijat_cdb/3_pallot.html. Läst 24 maj 2012.